# Viswanadhan
 (septembre 2022).
Si vous disposez d'ouvrages ou d'articles de référence ou si vous connaissez des sites web de qualité traitant du thème abordé ici, merci de compléter l'article en donnant les références utiles à sa vérifiabilité et en les liant à la section « Notes et références ».
Velu Viswanadhan, dit Paris Viswanadhan en anglais est un artiste et cinéaste indien, né le 27 février 1940 à Kadavoor, Kollam, dans l'État indien du Kerala.  
Le catalogue raisonné de l'œuvre de Viswanadhan est en cours de préparation par Nadine Tarbouriech  dans les catégories peinture, cinéma, photographie et littérature.
L'oeuvre de Viswanadhan est représenté à Paris et à Bruxelles par la Galerie Nathalie Obadia   et à New Delhi par la Galerie Nature Morte.

## Biographie
Né en 1940, Velu Viswanadhan étudie au Government College of Fine Arts (école des beaux arts) de Chennai (Madras) en 1960 où il est l'élève du peintre K. C. S. Paniker ; il est diplômé en 1966. La même année, il assiste Paniker dans la création du Village d'artistes de Cholamandal (en) à Madras, dont il est membre-fondateur et où il est l'un des premiers à s'installer. En 1967, il participe à la Biennale de Paris et s'établit à Paris l'année suivante, puis à Ivry-sur-Seine où se trouve aujourd'hui son atelier.
Viswanadhan a participé à de nombreux festivals nationaux et internationaux, tels que la Biennale de Paris et la Biennale Internationale de gravure de Ljubljana. Il a été exposé dans plusieurs galeries et musées où se sont tenues des expositions particulières et rétrospectives de son œuvre : Galerie Ved Aaven à Aarhus, Galerie de France, Galerie Stig Carlsson à Höganäs, Galerie Dathea Speyer, Marlborough Gallery New York, Musée national d'art moderne au Centre Georges Pompidou, Vadehra Art Gallery et National Gallery of Modern Art à New Delhi, etc. Il s'engage dans l'opération Art Rises for Kerala (ARK) lors de la Biennale de Kochi-Muziris de 2019 où ses peintures sont mises aux enchères au profit du gouvernement de Kerala pour les travaux de reconstruction à la suite des inondations du Kerala de 2018. Il a également réalisé des films initiés en 1982 par une série de 5 films intitulée The Pancha Bhoota, dont Ganga et la série Back to Elements. Il a inspiré poètes et écrivains, notamment Gérard Augustin dans 38 peintures de Viswanadhan.

### Prix et distinctions
- 2018 : Raja Ravi Varma Award
- 2008 : K.C.S Paniker award, Kerala Lalit Kala Akademi[10]
- 2005 : Chevalier de l'ordre des Arts et des Lettres, ministère de la Culture (France) (en)
- 1987 : Public Prize for Best Documentary, FIFD Malaga (Espagne)
- 1986 : Grand Prize for Best Documentary, Festival dei Popoli, Florence (Italie)[4]
  - Grand Prix du Cinéma du réel, Centre Georges-Pompidou, Paris (France)
- 1978 : Premio Lubiam for Painting (Italie)
- 1972 : Prix de la peinture, Biennale de peinture, Menton (France)
- 1971 : Palette d’or, Festival international de la peinture, Cagnes-sur-Mer
- 1968 : National Award for Painting, Lalit Kala Akademi, New Delhi
- 1968 : Kerala State Lalit Kala Akademi Award for Painting
- 1963 : Madras State Lalit Kala Akademi Award for Painting

## Principales expositions

### Expositions personnelles
- 2013 : Galerie Pascaline Mulliez, Paris
- 2012 : Galerie Fernand Léger, Ivry-sur-Seine
- 2008 : Marlborough Gallery, New York
- 2007 : «Viswanadhan Early years », Delhi Art Gallery, New Delhi
- 2006 : Galerie Darthea Speyer, Paris
- 2005 : Jehangir Art Gallery, Mumbai 
  - Tao Art Gallery, Mumbai
- 2004 : Galerie Darthea Speyer, Paris
- 2003 : Visual Arts Centre/ Gallery Espace, New Delhi
- 2002 : Galerie Darthea Speyer, Paris
  - Gallery Chemould, Bombay
- 2001 : École nationale supérieure des beaux-arts, Brest
- 2000 : Salón Renacimiento, Palacio Santa Cruz, Valladolid 
  - Galerie Darthea Speyer, Paris
- 1999 : Victoria Memorial Hall, Calcutta
- 1998 : National Gallery of Modern Art, Mumbai 
  - Lalit Kala Akademi Regional Centre, Chennai
  - National Gallery of Modern Art, New Delhi
- 1997 : Gallery Vadehra, New Delhi
- 1996 : Galerie Darthea Speyer, Paris
- 1995 : Medienzentrum, Bremen
- 1993 : Galerie Darthea Speyer, Paris
- 1992 : Philippe Briet Gallery, New York
- 1991 :
  - The Gallery, Madras
  - Gallery Chemould, Bombay
  - Gallery Espace, New Delhi
  - Chitrakoot, Calcutta
- 1990 :
  - ABF Galeriet, Huddinge (Suède)
  - Lilla Galeriet, Stockholm (Suède)
- 1989 : Galerie Darthea Speyer, Paris
- 1985 : CNAC Centre Georges Pompidou, Paris
- 1982 : 
  - Instituto Politecnico Nacional, Mexico City
  - Galerie Darthea Speyer, Paris
- 1981 : 
  - Gallery Gruppe Grün, Bremen
  - Gallery Estela Shapiro, Mexico City
  - Centro de Bellas Artes, Maracaibo
- 1980 : 
  - Galerie Together, Stockholm
  - Galerie FO, Aarhus (Danemark)
- 1978 : 
  - Galerie kloster 7, Cuxhaven (Allemagne)
  - Stig Carlsson, Hogonas (Suède)
- 1977 : Galerie Shandar, Paris
- 1976 : Galerie Saporiti-Italia, Strasbourg
- 1975 : 
  - Galerie Yves Brun, Paris
  - Gallery Surya, Mannheim
  - Gallery Chemould, Bombay
- 1974 : Gallery Chanakya, New Delhi
- 1973 : Galeria Matuzia, San Remo
- 1972 : 
  - Art Institute, Cochin
  - Gallery Chemould, Bombay
- 1971 : Maison de la Culture, Amiens
- 1970 : 
  - Galerie de France, Paris
  - Gallery Moderne, Silkeborg
- 1969 : 
  - Galerie Ved Aaven, Aarhus
  - Galerie Westing, Odense
- 1967 : lindsey’s, Bangalore
- 1966 : Local Library Building, Madras

### Expositions de groupe
- 2012 : Kochi Muziris Biennale, Kochi, Kerala, Inde
- 2009 : Galerie Grand E’terna, Paris
- 2008 : « Une histoire partagée… », Cité Internationale des Arts, Paris
- 2007 : « Asian Art Fair », New York
- 2005 : « Double Enders », Jehangir Art Gallery, Mumbai
- 2000 :
  - « Exile and longing, Art Practices from Kerala », Cholamandal Artists’Village, Madras
  - Lakeeren, Mumbai
  - « Abstract Art in India », Art Motif, New Delhi
- 1998 : « Geometry and symbols in Indian Contemporary Art », NGMA, New Delhi
- 1997 :
  - Galerie Darthea Speyer, Paris
  - « 50 Years of Independance », National Lalit Kala Akademi, New Delhi
- 1996 :
  - « Works on paper », Gallery Espace, New Delhi
  - « Emotions Madras », Value Art Gallery, Madras
  - « Six Artists, Galerie Darthea Speyer », Gallery Athens, Athènes
- 1994 :
  - « Drawing’94 », AIFACS/ Gallery Espace, New Delhi
  - « Crayon, fusain et plume », Galerie Darthea Speyer, Paris
  - « 100 Years of Indian Contemporary Art », NGMA, New Delhi
- 1993 :
  - « Wounds », National Gallery of modern Art, New Delhi
  - « Souvenir d’en France », New Delhi
  - « Regard sur l’avant-garde Russe 1910-1925. Son influence dans une collection d’aujourd’hui », centre d’art contemporain, château de Tanlay, France
  - « Trends and Images », CIMA, Calcutta
- 1992 :
  - « Terre d'Avenir », Le Bourget
  - International Award for Contemporary Art of Monte-Carlo
  - « An Exhibition for Satyajit Ray », Philippe Briet Gallery, New York
  - Silver Jubilee Exhibition, Birla Academi of Arts and Culture, Calcutta
  - « Confluence », Franco-Indian Association, Calcutta
- 1991 : « 50 artistes pour le 25e anniversaire », Cité internationale des arts
- 1988 :
  - « Art for CRY », exposition itinérante en Inde
  - « Art Olympiade », Seoul
- 1987 :
  - « Masques d'Artistes », Malmaison, Cannes
  - « L'Inde en Suisse », centre d'art contemporain, Genève
- 1984 : The 15th International Art Exhibition, Tokyo
- 1983 :
  - « National Exhibition of Art », Lalit Kala Akademi, New Delhi
  - « Tantra », Aspects of Contemporary Indian Art, Institut für Auslandsbeziehungen, Stuttgart
  - Premio Internationale, Biella
- 1981 :
  - « Asian Art Show », Bangladesh
  - International Biennal of Engraving, Moderna Galeria, Ljublijana, Yougoslavie
- 1980 :
  - « Contemporary Art Show », Musée d'art de Fukuoka
  - « National Exhibition of Art », Lalit Kala Akademi, New Delhi
- 1975 : Triennal, New Delhi
- 1973 : 5e Festival international de peinture, exposition des lauréats, Cagnes-sur-Mer
- 1972 : Biennale de Menton
- 1971 : Festival international de peinture, Cagnes-sur-Mer
- 1968 : 
  - « National Exhibition of Art », Lalit Kala Akademi, New Delhi
  - « Contemporary Indian Art », exposition itinérante en Europe
- 1967 : 
  - Biennale de Paris
  - « National Exhibition of Art », Lalit Kala Akademi, New Delhi
- 1965 : Edinburgh Festival

## Principales collections publiques
- National Gallery of Modern Art, New Delhi, Inde (catalogue)
- Mysore State Museum, Bangalore, Inde
- Bharat Kala Bhavan, Bhopal, Inde
- Musée national d'Art moderne, Paris, France
- Musée d'Art moderne de Paris, Paris, France
- Fonds national d'art contemporain, Paris, France
- Mobilier National, Manufactures des Gobelins, Paris, France
- Château-Musée de Cagnes-sur-Mer, France
- Centro de Bellas Artes, Maracaibo, Venezuela
- Council of Scientific and Industrial Research, Hyderabad, Inde
- Ministry of External Affairs, Government of India, New Delhi
- National Lalit Kala Akademi, New Delhi, Inde
- Birla Art Academy, Calcutta, Inde
- State Lalit Kala Akademi, Madras, Inde
- State Lalit Kala Akademi, Manipur, Inde
- Punjab State University, Chandigarh, Inde
- State Bank of India, Madras, Inde
- State Hospital, Huddinge, Suède
- Hôtel du département, Val-d'Oise, France
- Hôtel Park Hyatt, Paris-Vendôme, Paris
- Air France, Decorative panel in first class cabin Boeing 747
- Pfalz Galerie Kaiserslautern, Allemagne

## Cinéma

### Filmographie
- 2009 :  Retour aux Éléments. Image : Viswanadhan, Vinod Raja, Christopher Burchell. Son : Christopher Burchell. Montage : Sophie Creusot. Montage son : Carole Verner. Mixage : Jacques Guillot. Production : Méroé Films/ ARTE/ Centre Pompidou. Vidéo 87 min
- 2009 : What happens in heaven Image : Christopher Burchell. Production : Crosswinds. Vidéo 88 min
- 2008 :  Pushed, conçu et réalisé par Viswanadhan. Chorégraphie Padmini Chettur. Vidéo 78 min
- 2006 :  Ibhabit, conçu et réalisé par Viswanadhan. Chorégraphie Preethi Atreya. Vidéo
- 2005 :  Paper Doll, conçu et réalisé par Viswanadhan. Chorégraphie Padmini Chettur. Vidéo
- 2004 :  Solo, conçu et réalisé par Viswanadhan. Chorégraphie Padmini Chettur. Vidéo
- 2004 :  Tsunami at Cholamandal Fishermens’ Village, image et montage Viswanadhan. Vidéo
- 2003 :  Raja Rani  image : Viswanadhan, production : Crosswinds
- 2002 : Ether/Aakash, le cinquième de la série des films sur les éléments. Image : Viswanadhan et Vinod Raja. Montage : Bénédicte Mallet. Mixage : Jacques Guillot. Production : Viswanadhan et Centre Georges-Pompidou, avec la participation de Alexander et Tillie S. Speyer Foundation, États-Unis et Herbert Banks Foundation, Rotterdam.
- 2001 : Des mains de Calcutta
- 1994 : Air/Vayu. Image Viswanadhan, Vinod Mankata. Montage : Philippe Labruyère. Mixage ; Jacques Guillot. Coproduction : Le Jour/ La Nuit Productions, La Sept/Arte, Centre Georges-Pompidou, avec la participation du Centre National de la Cinématographie, du FAVI, de la Procirep et du ministère des Affaires étrangères, Paris.
- 1989 : Agni/Feu. 135 minutes. 16 mm, couleur. Réalisation : Viswanadhan. Images : Adoor Gopalakrishnan, Mankata Ravi Varma, Viswanadhan. Montage : Nicole Oudinot. Son : Jacques Guillot. Production : Viswanadhan avec la participation du Musée national d'art moderne, Centre Georges-Pompidou, Paris.
- 1985 : Eau/Ganga. Conçu et réalisé par Viswanadhan. Image : Adoor Gopalakrishnan. Assistants : K. T. Madhu, X. Ricou. Montage : Philippe Puicouyoul. Son : hymnes védiques chantés par Brahmanadan, ragas chantés par Sowmiya. Bruitage : Pascal Garnon. Mixage : Jacques Guillot. Chargée de production : Martine Debard, Centre Georges Pompidou. Le projet a été réalisé avec l'aide du FIACRE, de I'AFAA, du Festival of India Authority, du Departement of Tourism India et la participation du musée national d'art moderne, avec le concours de Charbonnages de France.
- 1982 : Sable. Conçu et réalisé par Viswanadhan. Image Adoor Gopalakrishnan. Assistants : Kadamanitta Ramakrishnan, Pazhavila Ramesan, Sivan. Projet réalisé avec I'aide de l'lndian Council for Cultural Relations, New Delhi, du Service de la Création Artistique, Ministère de la Culture, Paris et de la Galerie Darthea Speyer.

### Participation à des festivals
- 2011 : Retrospective Viswanadhan « Les 5 éléments », musée Guimet, Paris
- 2010 : Festival CPH:PIX, Copenhague
- 2010 : Mostra de Sao Paulo
- 2010 : Festival dei Popoli, Florence
- 2001 : Festival dei Popoli, Florence
- 1997 : First Documentary Film Festival, Santiago du Chili
- 1995 : 
  - Air/Vayu, Forum International of Young Cinema, Berlin Film Festival
  - Vancouver International Film Festival
- 1994 : 
  - Air/Vayu, La Semaine de la critique, International Film Festival, Locarno
  - Vue sur les docs, Festival international du film documentaire, Marseille
  - Festival dei Popoli, Florence
- 1992 : Hirshhorn Museum and Sculpture Garden, Washington DC
- 1990 : 
  - Festival Cinéma du réel, Centre Georges-Pompidou
  - International Documentary Film Festival, Vienne
- 1989 : Festival dei Popoli, Florence
- 1988 : Adni/Feu, Festival Cinéma du réel, Centre Georges-Pompidou, Paris
- 1987 : 
  - Eau/Ganga, Week of Directors' Movies, Malaga
  - Berlin Film Festival, Forum International for Young Cinema
  - Viennale 1987, Vienne
  - Jerusalem Film Festival
  - Inde 1987 en Suisse, centre d'art contemporain, Genève
  - Sao Paulo Film Festival
  - Troia Film Festival Homme et Nature, Portugal
- 1986 : 
  - Festival Cinéma du réel, Centre Georges-Pompidou, Paris (grand prix du Cinéma du réel)
  - Festival dei Popoli, Florence, Italie (grand prix pour le meilleur documentaire de l’année)